# 何鑛
何鑛（1536年—？），字子啓，號雍山，直隸蘇州府常熟縣人，民籍，明朝政治人物、進士出身。

## 生平
嘉靖三十七年（1558年）戊午科應天府鄉試第三十五名，會試第一百八十一名，萬曆二年（1574年）登甲戌科進士第三甲第二十名。授兴化府推官，愛民禮士，卒于官。

## 家族
曾祖父何采；祖父何輝；父何墨，曾任布政司都事。前母王氏；母周氏。永感下。兄何鉦、何鈁（貢士）。